# Minettia acuminata
Minettia acuminata är en tvåvingeart som beskrevs av Mitsuhiro Sasakawa 1985. Minettia acuminata ingår i släktet Minettia och familjen lövflugor. Inga underarter finns listade i Catalogue of Life.